# 細見・櫻井反応
細見・櫻井反応（ほそみ・さくらいはんのう）は、 合成反応の人名反応のひとつで、ルイス酸を活性化剤としてケトン、アセタール、α,β-不飽和ケトンなどの炭素求電子剤とアリルケイ素化合物（アリルシラン）とが炭素-炭素結合を生成する反応である。この名称は、本反応の発見者である細見彰、櫻井英樹に因む。
有機ケイ素化合物を求核剤として用いる合成反応には一般に炭素求電子剤の活性化にルイス酸が必要となる。ルイス酸としては、炭素求電子剤に依存して塩化チタン(IV)、フッ化ホウ素(III)、塩化スズ(IV)、トリメチルシリルトリフラート、ヨードトリメチルシランなどが用いられる。
細見彰が米国留学中に物理有機化学研究を行っている中で、光電子スペクトルによりアリルシランが小さいイオン化ポテンシャルを示すことから、アリルシランが強い求核性を示すことを予見し、各種の炭素求電子剤の位置特異的なアリル化反応が達成できたというこの反応の発見の経緯がある。この反応は汎用性と実用性から多くの天然物化合物を含む有機合成反応に利用されるようになった。また、この反応はグリニャール反応などと比べ穏和な条件で進むことと、導入されるアリル基がその後にさまざまな化学変換が可能な置換基であることが、この反応性の有用性を高めている。

## 有機ケイ素化合物の反応
ルイス酸を活性化剤として用いる有機ケイ素化合物による求核反応として、ほかに向山アルドール反応が挙げられる。ほかに、有機ケイ素化合物を基質とする人名反応として、玉尾酸化（アルコールへの変換）、檜山カップリング（パラジウム触媒による、ハロゲン化アリールとのクロスカップリング反応）、ピーターソン反応（カルボニル化合物との反応によるオレフィン合成）が知られる。